# Jaire Alexander
Jaire Alexander (Charlotte, 9 febbraio 1997) è un giocatore di football americano statunitense che milita nel ruolo di cornerback per i Baltimore Ravens della National Football League (NFL).

## Carriera universitaria
Al college Alexander giocò a football all'Università di Louisville dal 2015 al 2017. Dopo la sua stagione da junior nel 2017 decise di saltare l'ultimo anno nel college football e rendersi eleggibile nel draft. Decise di non prendere parte al TaxSlayer Bowl 2017 col resto della formazione di Louisville a causa dei persistenti infortuni subiti nel corso della stagione

## Carriera professionistica

### Green Bay Packers
Il 26 aprile 2018 Alexander fu scelto come 18º assoluto nel Draft NFL 2018 dai Green Bay Packers. Debuttò come professionista subentrando nella gara del primo turno contro i Chicago Bears mettendo a segno 3 placcaggi. Il primo intercetto in carriera lo fece registrare nel quarto turno sull'altro rookie Josh Allen dei Buffalo Bills. La sua prima stagione si chiuse con 66 tackle, 0,5 sack e un intercetto, venendo inserito nella formazione ideale dei rookie dalla Pro Football Writers Association.
Nella prima partita della stagione 2020 Alexander mise a segno un intercetto e un sack su Kirk Cousins con cui forzò una safety nella vittoria sui Minnesota Vikings. A fine stagione fu convocato per il suo primo Pro Bowl (non disputato a causa della pandemia di COVID-19) e inserito nel Second-team All-Pro dopo avere concluso con 51 tackle, un intercetto e 13 passaggi deviati. Nella finale della NFC fece registrare due intercetti su Tom Brady ma i Packers furono sconfitti dai Tampa Bay Buccaneers a un passo dal Super Bowl.
Il 18 maggio 2022 Alexander firmò un'estensione contrattuale quadriennale con i Packers del valore di 84 milioni di dollari. Nel penultimo turno tenne Justin Jefferson dei Minnesota Vikings, leader della NFL in yard ricevute, a una sola ricezione per 15 yard nella vittoria per 41-17. A fine stagione fu convocato per il suo secondo Pro Bowl e inserito nel Second-team All-Pro dopo essersi classificato quarto nella NFL con 5 intercetti.
Nel primo turno dei playoff 2023-24, Alexander mise a segno un intercetto su Dak Prescott, contribuendo alla vittoria esterna sui Dallas Cowboys numero 2 del tabellone della NFC.
Nella prima partita della stagione 2024 Alexander fece registrare un intercetto e due passaggi deviati nella sconfitta contro i Philadelphia Eagles per 34-29 alla Corinthias Arena di San Paolo, in Brasile. Due settimane dopo ritornò un intercetto su Will Levis in touchdown nella vittoria sui Tennessee Titans.
Il 9 giugno 2025 Alexander fu svincolato dai Packers.

### Baltimore Ravens
Il 18 giugno 2025 Alexander firmò con i Baltimore Ravens un contratto di un anno del valore di 6 milioni di dollari.

## Palmarès
- Convocazioni al Pro Bowl: 2

2020, 2022
- Second-team All-Pro: 2

2020, 2022
- PFWA All-Rookie Team - 2018